# Shahar Pe'er

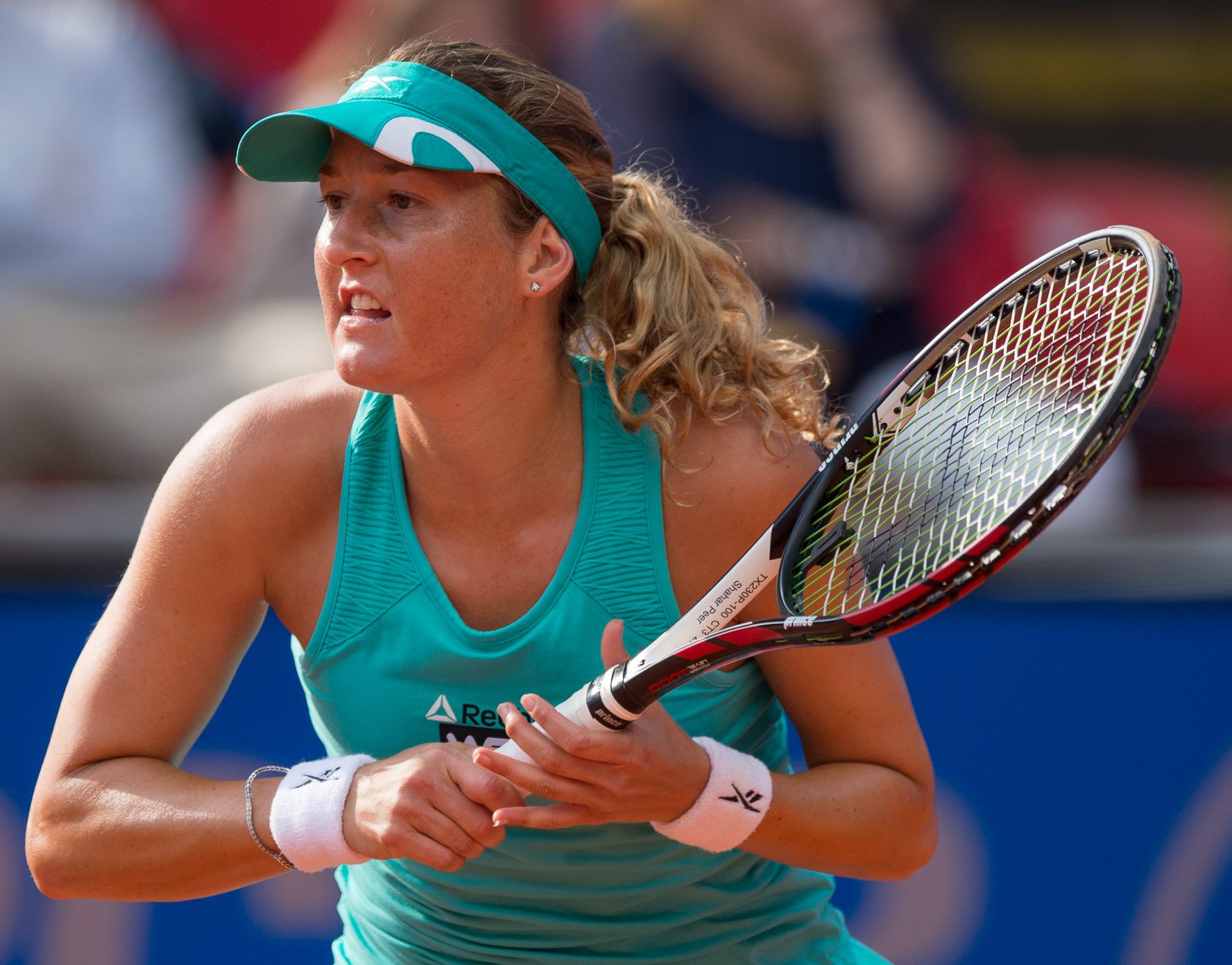
Shahar Pe'er, el 2014

Shahar Pe'er (Jerusalem, Israel, 1 de maig de 1987) és una tennista israeliana retirada, de fet la tennista d'aquest país amb millors resultats en la història del tennis.
En el seu palmarès consten cinc títols individuals del circuit WTA i tres més de dobles femenins. Aquests resultats li van permetre arribar a l'onzè lloc del rànquing individual (2011), la millor posició aconseguida per una tennista israelià en la història, i el catorzè en dobles femenins (2008). El seu millor resultat va ser disputar una final de Grand Slam en dobles femenins, concretament Open d'Austràlia l'any 2008 amb Viktória Azàrenka com a parella. Va participar en nombroses ocasions en la Fed Cup formant part de l'equip israelià.
L'any 2017 va anunciar la seva retirada a l'edat de 29 anys.

## Biografia
Filla de Dov i Aliza Pe'er. El seu pare és d'origen sud-africà i va immigrar a Israel l'any 1961. Va començar a jugar a tennis amb sis anys junt als seus germans Shlomi i Shani.
Amb dinou anys es va allistar a les Forces de Defensa d'Israel com a soldat, i durant una època va treballar parcialment com a secretària administrativa d'aquest organisme mentre ho compaginava els entrenaments de tennis.
L'any 2018 es va casar amb el doctor Eilon Ram, i van tenir dos fills.

## Torneigs de Grand Slam

### Dobles femenins: 1 (0−1)
| Resultat  | Núm. | Any  | Torneig          | Parella           | Oponents                             | Marcador      |
| --------- | ---- | ---- | ---------------- | ----------------- | ------------------------------------ | ------------- |
| Finalista | 1.   | 2008 | Open d'Austràlia | Viktória Azàrenka | Alona Bondarenko Katerina Bondarenko | 6−2, 1−6, 4−6 |

## Palmarès

### Individual: 9 (5−4)
| Abans de 2009                | Després de 2009         |
| ---------------------------- | ----------------------- |
| Grand Slam (0−0)             |                         |
| WTA Tour Championships (0−0) |                         |
| Tier I (0−0)                 | Premier Mandatory (0−0) |
| Tier II (0−0)                | Premier 5 (0−0)         |
| Tier III (1−1)               | Premier (0−0)           |
| Tier IV i V (2−0)            | International (2−3)     |

| Títols per superfície |
| --------------------- |
| Dura (3−4)            |
| Gespa (0−0)           |
| Terra batuda (2−0)    |

| Resultat   | Núm. | Data                   | Torneig                     | Superfície   | Oponent               | Marcador         |
| ---------- | ---- | ---------------------- | --------------------------- | ------------ | --------------------- | ---------------- |
| Guanyadora | 1.   | 18 de febrer de 2006   | Pattaya City, Tailàndia     | Dura         | Jelena Kostanić Tošić | 6−3, 6−1         |
| Guanyadora | 2.   | 14 de maig de 2006     | Praga, Txèquia              | Terra batuda | Samantha Stosur       | 4−6, 6−2, 6−1    |
| Guanyadora | 3.   | 2 de juny de 2006      | Istanbul, Turquia           | Terra batuda | Anastassia Mískina    | 1−6, 6−3, 7−6(3) |
| Finalista  | 1.   | 25 de febrer de 2007   | Memphis, Estats Units       | Dura         | Venus Williams        | 1−6, 1−6         |
| Guanyadora | 4.   | 20 de setembre de 2009 | Canton, Xina                | Dura         | Alberta Brianti       | 6−3, 6−4         |
| Guanyadora | 5.   | 27 de setembre de 2009 | Taixkent, Uzbekistan        | Dura         | Akgul Amanmuradova    | 6−3, 6−4         |
| Finalista  | 2.   | 16 de gener de 2010    | Hobart, Austràlia           | Dura         | Alona Bondarenko      | 2−6, 4−6         |
| Finalista  | 3.   | 31 de juliol de 2011   | Washington DC, Estats Units | Dura         | Nàdia Petrova         | 5−7, 2−6         |
| Finalista  | 4.   | 28 de juliol de 2013   | Bakú, Azerbaijan            | Dura         | Elina Svitòlina       | 4−6, 2−6         |

### Dobles femenins: 10 (3−7)
| Abans de 2009                | Després de 2009         |
| ---------------------------- | ----------------------- |
| Grand Slam (0−1)             |                         |
| WTA Tour Championships (0−0) |                         |
| Tier I (0−0)                 | Premier Mandatory (0−1) |
| Tier II (2−1)                | Premier 5 (0−1)         |
| Tier III (0−0)               | Premier (0−1)           |
| Tier IV i V (1−0)            | International (0−2)     |

| Títols per superfície |
| --------------------- |
| Dura (2−5)            |
| Gespa (0−0)           |
| Terra batuda (1−2)    |

| Resultat   | Núm. | Data                   | Torneig                     | Superfície   | Parella             | Oponents                             | Marcador         |
| ---------- | ---- | ---------------------- | --------------------------- | ------------ | ------------------- | ------------------------------------ | ---------------- |
| Guanyadora | 1.   | 14 de maig de 2006     | Praga, Txèquia              | Terra batuda | Marion Bartoli      | Ashley Harkleroad Bethanie Mattek    | 6−4, 6−4         |
| Guanyadora | 2.   | 30 de juliol de 2006   | Stanford, Estats Units      | Dura         | Anna-Lena Grönefeld | M.E. Camerin Gisela Dulko            | 6−1, 6−4         |
| Guanyadora | 3.   | 29 de juliol de 2007   | Stanford (2)                | Dura         | Sania Mirza         | Viktória Azàrenka Anna Chakvetadze   | 6−4, 7−6         |
| Finalista  | 1.   | 30 de setembre de 2007 | Luxemburg, Luxemburg        | Dura         | Viktória Azàrenka   | Iveta Benešová Janette Husárová      | 4−6, 2−6         |
| Finalista  | 2.   | 25 de gener de 2008    | Open d'Austràlia, Austràlia | Dura         | Viktória Azàrenka   | Alona Bondarenko Katerina Bondarenko | 6−2, 1−6, 4−6    |
| Finalista  | 3.   | 22 de març de 2009     | Indian Wells, Estats Units  | Dura         | Gisela Dulko        | Viktória Azàrenka Vera Zvonariova    | 4−6, 6−3, [5−10] |
| Finalista  | 4.   | 2 d'octubre de 2010    | Tòquio, Japó                | Dura         | Peng Shuai          | Iveta Benešová B. Záhlavová-Strýcová | 4−6, 6−4, [8−10] |
| Finalista  | 5.   | 25 de maig de 2013     | Brussel·les, Bèlgica        | Terra batuda | Gabriela Dabrowski  | A-L. Grönefeld Květa Peschke         | 0−6, 3−6         |
| Finalista  | 6.   | 24 de maig de 2014     | Nuremberg, Alemanya         | Terra batuda | Raluca Olaru        | Michaëlla Krajicek Karolína Plísková | 0−6, 6−4, [6−10] |
| Finalista  | 7.   | 27 de juliol de 2014   | Bakú, Azerbaidjan           | Dura         | Raluca Olaru        | Alexandra Panova Heather Watson      | 2−6, 6−7(3)      |

## Trajectòria

### Individual
| Open d'Austràlia | A           | Q3          | 1R          | QF          | 3R          | 1R          | 3R          | 3R          | 2R    | 2R          | 1R          | Q3          | Q1   | 0 / 9     | 12 – 9    |
| Roland Garros | A           | 3R          | 4R          | 4R          | 1R          | A           | 4R          | 1R          | 2R    | 1R          | 1R          | Q3          | A    | 0 / 9     | 12 – 9    |
| Wimbledon | A           | 2R          | 2R          | 3R          | 4R          | 2R          | 2R          | 1R          | 1R    | Q3          | 1R          | Q3          | A    | 0 / 9     | 9 – 9     |
| US Open | Q2          | 3R          | 4R          | QF          | 1R          | 3R          | 4R          | 2R          | 1R    | Q1          | 2R          | Q1          | A    | 0 / 9     | 16 – 9    |
| Jocs Olímpics | A           | No celebrat | No celebrat | No celebrat | 2R          | No celebrat | No celebrat | No celebrat | 1R    | No celebrat | No celebrat | No celebrat | A    | 0 / 2     | 1 – 2     |
| WTA Elite Trophy | No celebrat | No celebrat | No celebrat | No celebrat | No celebrat | RR          | A           | A           | A     | A           | A           | A           | A    | 0 / 1     | 1 – 1     |
| Total Victòries−Derrotes | 3−4         | 24−21       | 43−20       | 46−22       | 26−24       | 39−22       | 49−22       | 26−22       | 16−25 | 12−16       | 12−19       | 2−3         | 2−2  | 300 – 222 | 300 – 222 |
| Rànquing a final d'any | 183         | 45          | 20          | 17          | 38          | 31          | 13          | 37          | 74    | 77          | 119         | 174         | 1001 |           |           |
| Llegenda: G: Guanyadora; F: Finalista; SF: Semifinalista; QF: Quarts de final; Q: Qualificació; A: Absent; RR: Round Robin; |             |             |             |             |             |             |             |             |       |             |             |             |      |           |           |

### Dobles femenins
| Open d'Austràlia | A           | 1R          | 1R          | F  | 1R          | 2R          | 3R          | 2R | 1R          | QF          | 1R          | 0 / 10 | 12 – 10 |
| Roland Garros | A           | 3R          | 3R          | QF | A           | QF          | A           | 1R | A           | 1R          | 2R          | 0 / 7  | 11 – 7  |
| Wimbledon | QF          | 2R          | 3R          | QF | 2R          | 2R          | 3R          | 1R | 1R          | A           | A           | 0 / 9  | 13 – 9  |
| US Open | 2R          | 2R          | 3R          | 1R | 3R          | 3R          | 1R          | 1R | 1R          | 1R          | A           | 0 / 10 | 8 – 10  |
| Jocs Olímpics | No celebrat | No celebrat | No celebrat | 1R | No celebrat | No celebrat | No celebrat | A  | No celebrat | No celebrat | No celebrat | 0 / 1  | 0 – 1   |
| Rànquing a final d'any | 86          | 27          | 29          | 19 | 56          | 24          | 51          | 79 | 128         | 70          | 141         |        |         |
| Llegenda: G: Guanyadora; F: Finalista; SF: Semifinalista; QF: Quarts de final; Q: Qualificació; A: Absent; RR: Round Robin; |             |             |             |    |             |             |             |    |             |             |             |        |         |

### Dobles mixts
| Open d'Austràlia | A  | 1R | A | A  | 1R | A | A  | A  | 0 / 2 | 0 – 2 |
| Roland Garros | A  | 1R | A | A  | A  | A | A  | A  | 0 / 1 | 0 – 1 |
| Wimbledon | 1R | 2R | A | A  | A  | A | QF | 2R | 0 / 4 | 5 – 4 |
| US Open | A  | A  | A | 1R | A  | A | A  | A  | 0 / 1 | 0 – 1 |
| Llegenda: G: Guanyadora; F: Finalista; SF: Semifinalista; QF: Quarts de final; Q: Qualificació; A: Absent; RR: Round Robin; |    |    |   |    |    |   |    |    |       |       |